# Distrikt Fitzcarrald
Der Distrikt Fitzcarrald liegt in der Provinz Manu in der Region Madre de Dios in Südost-Peru. Der Distrikt wurde am 26. Dezember 1912 gegründet. Benannt wurde er nach Carlos Fermín Fitzcarrald, einem  peruanischen Unternehmer und Kautschukhändler. Der Distrikt erstreckt sich über eine Fläche von 10.655 km². Beim Zensus 2017 wurden 1525 Einwohner gezählt. Im Jahr 1993 lag die Einwohnerzahl bei 458, im Jahr 2007 bei 1525. Die Distriktverwaltung befindet sich in der 330 m hoch gelegenen Ortschaft Boca del Manu (oder Boca Manu) mit 171 Einwohnern (Stand 2017). Boca del Manu befindet sich 80 km nordöstlich der Provinzhauptstadt Salvación am Zusammenfluss von Río Manú und Río Alto Madre de Dios.

## Geographische Lage
Der Distrikt Fitzcarrald liegt im Amazonastiefland im Nordwesten der Provinz Manu. Der Río Manu durchquert den Distrikt anfangs in nördlicher, später in östlicher und südöstlicher Richtung. Der Río Los Amigos verläuft entlang der nördlichen Distriktgrenze, der Río Blanco entlang der östlichen Distriktgrenze. Im Süden reicht der Distrikt bis zu den nördlichen Ausläufern der Cordillera Carabaya. Der Río Alto Madre de Dios begrenzt den südöstlichen Distriktteil nach Westen, der Río Cumeriali den südwestlichen Distriktteil nach Osten.
Der Distrikt Fitzcarrald grenzt im Südwesten an den Distrikt Echarati (Provinz La Convención), im äußersten Nordwesten an den Distrikt Sepahua (Provinz Atalaya), im Norden an den Distrikt Tambopata (Provinz Tambopata), im Osten an den Distrikt Madre de Dios sowie im Süden an den Distrikt Manu.